# Cerro Masatrigo
Cerro Masatrigo är en kulle i Spanien.   Den ligger i provinsen Provincia de Badajoz och regionen Extremadura, i den centrala delen av landet, 210 km sydväst om huvudstaden Madrid. Toppen på Cerro Masatrigo är 501 meter över havet, eller 161 meter över den omgivande terrängen. Bredden vid basen är 1,3 km.
Terrängen runt Cerro Masatrigo är platt söderut, men norrut är den kuperad. Runt Cerro Masatrigo är det ganska glesbefolkat, med 25 invånare per kvadratkilometer. Närmaste större samhälle är Talarrubias, 11,8 km norr om Cerro Masatrigo. Trakten runt Cerro Masatrigo består till största delen av jordbruksmark.